# Euidella kashmirensis
Euidella kashmirensis är en insektsart som beskrevs av Frederick Arthur Godfrey Muir 1922. Euidella kashmirensis ingår i släktet Euidella och familjen sporrstritar. Inga underarter finns listade i Catalogue of Life.